# Mudik
Mudik is een bestuurslaag in het regentschap Gunungsitoli van de provincie Noord-Sumatra, Indonesië. Mudik telt 3627 inwoners (volkstelling 2010).